# Врх-над-Крашнйо
Врх-над-Крашнйо (словен. Vrh nad Krašnjo) — поселення в общині Луковиця, Осреднєсловенський регіон, Словенія. 
Висота над рівнем моря: 681,2 м.